# Duque de Caxias (Santa Maria)
Duque de Caxias é um bairro do distrito da sede, no município gaúcho de Santa Maria, no Brasil. Localiza-se na região oeste da cidade.
O bairro Duque de Caxias possui uma área de 0,6062 km² que equivale a 0,50% do distrito da Sede que é de 121,84 km² e  0,0338% do município de Santa Maria que é de 1791,65 km².

## História
O bairro nasceu em 2006 como desmembramento dos bairros Urlândia (a parte ao sul da rua Orlando Fração) e Nossa Senhora Medianeira (a parte ao norte da rua).

## Limites
Limita-se com os bairros: Nossa Senhora de Fátima, Nossa Senhora Medianeira, Patronato, Uglione, Urlândia.
Descrição dos limites do bairro: A delimitação inicia no eixo da Avenida Presidente Vargas, sobre a Sanga da Aldeia, segue-se a partir daí pela seguinte delimitação: eixo da Avenida Presidente Vargas, no sentido nordeste; eixo da Avenida Ângelo Bolson, no sentido sudeste; eixo da Rua Carlos Uhr, no sentido sudoeste; eixo da Rua Agostinho Scolari, no sentido noroeste; sanga afluente do Arroio Cadena, que divide ao sudeste a Vila Urlândia, no sentido a jusante; leito da Sanga da Aldeia, no sentido a montante, até encontrar o eixo da Avenida Presidente Vargas, início desta demarcação.

## Unidades residenciais
O bairro Duque de Caxias, pertencente ao distrito da Sede, é uma unidade de vizinhança que contém as seguintes unidades residenciais:
| # | Unidade residencial                | Localização                       | Limites | Obs.       |
| - | ---------------------------------- | --------------------------------- | --- | ---------- |
| 1 | Duque de Caxias                    |                                   | Toda a área do perímetro do bairro Duque de Caxias sem denominação específica. |            |
| 2 | Parque Residencial Duque de Caxias | 29° 42' 04.26" S 53° 49' 22.89" O | A unidade residencial urbana que se divide em duas porções: oeste e leste; a oeste limita ao norte com a Sanga do Hospital, a leste com o fundo dos lotes que confrontam a oeste com a Rua Visconde de Mauá; a sul com a Rua Felipe dos Santos e a oeste com Sanga da Aldeia e a porção leste, limita ao norte com a Sanga do Hospital; a leste, com a Rua Rafael Saccol e fundo dos lotes que confrontam a oeste com a Rua Dario Cacenott; a sul, com o fundo dos lotes que confrontam com a Rua Dom Pedro I e a oeste com o fundo dos lotes que confrontam a oeste com a Rua Carlos Gomes. |            |
| 3 | Vila Lameira                       | 29° 42' 10.37" S 53° 49' 20.55" O | A unidade residencial urbana que limita com a Sanga do Hospital, Parque Residencial Duque de Caxias, Avenida Ângelo Bolson e Vila Moreira. | [ Obs. 1 ] |
| 4 | Vila Moreira                       | 29° 42' 11.46" S 53° 49' 13.25" O | A unidade residencial urbana que limita com o Parque Residencial Duque de Caxias, a Rua Felipe dos Santos, a Vila Moreira e uma sanga afluente da Sanga da Aldeia. | [ Obs. 2 ] |
| 5 | Vila Plátano                       | 29° 42' 04.00" S 53° 49' 24.31" O | Parte desta unidade residencial urbana que limita com a Avenida Presidente Vargas, ao norte; Avenida Ângelo Bolson, ao leste; Sanga do Hospital e Sanga da Aldeia, ao leste. |            |

1. ↑  O acesso principal se dá pela Avenida Angelo Bolson.
2. ↑  O acesso principal se dá pela Avenida Angelo Bolson.

## Demografia

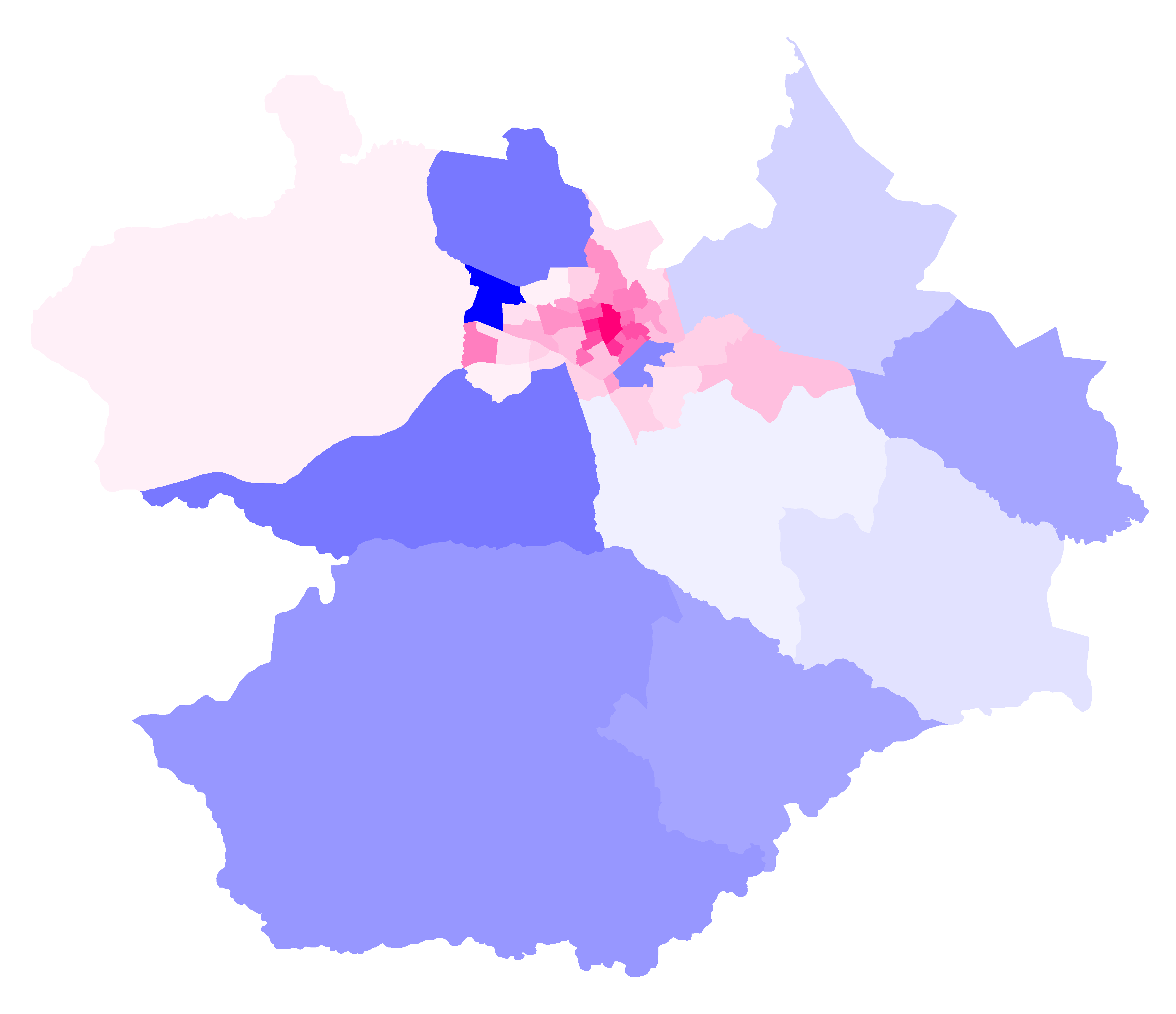
Mapa do município de Santa Maria com as divisões em bairros. Em escalas de azul os bairros com predominância masculina e em escalas de rosa os bairros com predominância feminina. Observa-se que quanto melhor a infraestrutura e o acesso a ela mais convidativo o bairro é para a população feminina. E, reciprocamente, podemos reconhecer os bairros com melhor infraestrutura observando onde a população feminina está concentrada.

Segundo o censo demográfico de 2010, Duque de Caxias é, dentre os 50 bairros oficiais de Santa Maria:
- Um dos 41 bairros do distrito da Sede.
- O 27º bairro mais populoso.
- O 46º bairro em extensão territorial.
- O 11º bairro mais povoado (população/área).
- O 6º bairro em percentual de população na terceira idade (com 60 anos ou mais).
- O 19º bairro em percentual de população na idade adulta (entre 18 e 59 anos).
- O 45º bairro em percentual de população na menoridade (com menos de 18 anos).
- Um dos 39 bairros com predominância de população feminina.
- Um dos 30 bairros que não contabilizaram moradores com 100 anos ou mais.

Distribuição populacional do bairro
1. Total: 3339 (100%)
  1. Urbana: 3339 (100%)
  2. Rural: 0 (0%)
2. Homens: 1535 (45.97%)
  1. Urbana: 1535 (100%)
  2. Rural: 0 (0%)
3. Mulheres: 1804 (54,03%)
  1. Urbana: 1804 (100%)
  2. Rural: 0 (0%)

## Infraestrutura
Espaços Públicos
No bairro está situada a praça Ary Cechela.